# Ісмаілова Неллі Петрівна
Не́ллі Петрі́вна Ісмаі́лова (нар. 13 лютого 1969, Табаки, Болградський район, Одеська область) — українська науковиця в галузі прикладної геометрії та інженерної графіки, доктор технічних наук, професор, академік АН вищої школи України.

## Життєпис
Неллі Ісмаілова народилася 13 лютого 1969 року в селі Табаки Болградського району Одеської області. У 1996 році закінчила Одеську державну академію будівництва та архітектури за спеціальністю «Промислове та цивільне будівництво», кваліфікація «Інженер-будівельник».
З 1999 року — аспірантка ОДАБА кафедри залізобетонних і кам'яних конструкцій. У 2003 році успішно закінчила аспірантуру. У 2006 році продовжила свою наукову діяльність і стала здобувачкою Одеського Національного політехнічного університету, під керівництвом професора Анатолія Подкоритова. У 2009 році захистила дисертацію на здобуття наукового ступеня кандидата технічних наук за спеціальністю 05.01.01. «Прикладна геометрія, комп'ютерна графіка». У 2013 році здобула вчене звання «Доцент кафедри водовідведення та гідравліки». У 2017 році захистила дисертацію на здобуття наукового ступеня доктора технічних наук за спеціальністю «Прикладна геометрія, комп'ютерна графіка» (науковий консультант — Анатолій Подкоритов). Стажувалася та підвищувала свою кваліфікацію в Краківській політехніці імені Тадеуша Костюшка.
У 2017 році була прийнята на роботу працівницею Збройних сил України у Військову академію в Одесі на посаду заступниці завідувача кафедри інженерної механіки факультету підготовки спеціальності ракетно-артилерійського озброєння. З 2017 року працює за сумісництвом в Державному університеті інтелектуальних технологій та зв’язку, на кафедрі інженерії програмного забезпечення. З 2019 року стала академікинею Академії наук вищої школи України за загальнотехнічним науковим відділенням. У 2020 році здобула вчене звання «Професор кафедри інженерної механіки факультету підготовки спеціалістів ракетно-артилерійського озброєння» у Військовій академії.

## Наукова діяльність
До наукового доробку Неллі Ісмаілової входять 135 наукових публікацій (з них 5 публікацій, що індексуються в наукометричних базах Scopus та Web of Science, показники індексу Гірша — h-3), у тому числі 2 патенти на винахід, 2 монографії та 2 навчальних посібники. Підготувала двох кандидатів наук за спеціальністю «Прикладна геометрія, інженерна графіка».

### Вибрані праці
- Ісмаілова Н.П. Development of a technique for the geometrical modeling of conjugated surfaces when determining the geometrical parameters of an engagement surface contact in kinematic pairs // N. Ismailova, V. Bogach, B. Lebediev // EASTERN-EUROPEAN JOURNAL OF ENTERPRISE TECHNOLOGIES – Харків: Технологічний центр. – 2020, № 1/7(97). – С. 60 – 73. SCOPUS jet.com.ua
- Ісмаілова Н.П Modeling mated surfaces with the required parameters // N. Ismailova, V. Bogach, B. Lebediev N Oleinyk, S. Manakov // EASTERNEUROPEAN JOURNAL OF ENTERPRISE TECHNOLOGIES – Харків: Технологічний центр. – 2021, № 1/2(110). – С. 60 – 73. SCOPUS jet.com.ua
- Теоретичні основи спряжених квуазігвинтових поверхонь, що виключають інтерференцію (зубчасті передачі та богатозаходні чистові червячні фрези) / Подкоритов А.М., Ісмаілова Н.П. ФОП Грінь Д.С. - Херсон 2017. - 228 с.
- Навчальний посібник: Нарисна геометрія та компьютерна графіка. Конструювання в середовищі AutoCAD (приклади та інструкції). Частина І. Вид. Військова академія м. Одеса. – 2021.

### Членство
- Академія наук вищої школи України (2019)
- Українська асоціація з прикладної геометрії
- Редакційна колегія фахових видань:
  - «Збірник наукових праць Військової академії»[2]
  - «Збірник наукових праць Київського національного університету будівництва та архітектури “Прикладна геометрія та інженерна графіка”»